# Zizhi Tongjian
Zizhi Tongjian (kineski: 資治通鑑 / 资治通鉴, pinyin: Zīzhì Tōngjiàn, transliteracija: Cu-ćih T'ung-ćien) tj. „Sveobuhvatno zrcalo pomoći vladanju” je jedan od najznačajnijih tekstova kineske historiografije, originalno izdani 1084. godine u obliku kronika na svitcima. Godine 1065. car Yingzong od Songa je naredio povjesničaru Sima Guangu (1019. – 1086.) da zajedno s drugim učenjacima, među kojima su bili Liu Shu, Liu Ban i Fan Zuyu, sačini zbirku sveopće povijesti Kine. Taj zadatak je obavljen za 19 godina, a 1084. godine je predstavljen Yingzongovom nasljedniku caru Shenzongu. Zizhi Tongjian daje prikaz povijesti Kine od 403. pr. Kr. do 959. god., pri čemu je pokriveno 16 dinastija i 1363 godina, u 24 toma (卷) s oko 3 milijuna kineskih znakova.

## Vanjske poveznice
- Zizhi Tongjian "Comprehensive Mirror to Aid in Government" na Chinaknowledge.de
- Emperor Huan and Emperor Ling  Arhivirana inačica izvorne stranice od 4. veljače 2012. (Wayback Machine), Zizhi Tongjian Chapters 54-59 (157-189 BCE), translated and annotated by Rafe de Crespigny
- Zizhi Tongjian (original text in Guoxue)